# ReCore
『ReCore』（リコア）は、comceptが開発し、日本マイクロソフトより2016年9月15日に発売されたXbox One・Windows 10用アクションアドベンチャーゲーム。開発はcomceptの稲船敬二と
「メトロイドプライム」を手掛けたArmature Studioによる共同開発である。開発エンジンはUnityが採用されている。
2017年8月31日には、追加要素などを収録した『ReCore: Definitive Edition』が発売された。オリジナル版所持者は無償でアップデートされる。

## あらすじ
地球から遠く離れた恒星系の惑星ファー エデン。人類は移住のためにテラフォーミングによる開拓を進めるが、途中で失敗してしまう。
数少ない生存者である主人公ジュール アダムスは、相棒のロボット達と共に、人類滅亡を狙う敵ロボットに立ち向かい、生き残りを駆けて冒険を繰り広げていくことになる。

## 登場人物
ジュール・アダムス（Joule Adams）
本作の主人公。ファーエデンの人類の生き残りである女性。

## 体験版
2016年10月、30分間機能制限なしでプレイできる体験版がXbox OneとWindows 10 PCで配信された。